# Paul Grist
Paul Grist (Sheffield, 9 settembre 1960) è un fumettista britannico.
Attivo dagli anni ottanta, si è distinto come uno dei fumettisti più innovativi e promettenti del panorama fumettistico d'oltre manica. Tra i suoi primi lavori di spicco vi è una storia breve realizzata con l'autore scozzese Grant Morrison (intitolata St.Swithin'Day), una storia su Grendel per i testi di Steven T. Seagle, e una storia per il popolare vigilante Judge Dredd realizzata con Robbie Morrison. Tra la fine degli anni novanta e i primi anni duemila arriva anche ad ottenere incarichi sporadici per Marvel Comics e DC Comics. I suoi più importanti lavori sono però autoprodotti attraverso una sua casa di produzione denominata Dancing Elephant Press. Tra questi vi sono Kane e Jack Staff, distribuiti negli Stati Uniti tramite la Image Comics che ha garantito la pubblicazione del materiale pubblicato in origine nel Regno Unito per poi distribuire anche storie inedite (tra il 2003 e il 2013). L'autore si cimenta anche su alcuni albi legati al celebre franchise del Doctor Who, personaggio protagonista della decennale serie televisiva trasmessa dalla BBC britannica. Realizza anche un paio di storie a fumetti basati sullo spin-off Torchwood.
Nel 2017 Paul Grist torna all'attenzione dei lettori statunitensi attraverso la Dark Horse Comics per la quale realizza i disegni della miniserie The Visitor: How and Why He Stayed, spin-off della saga del celebre Hellboy, parte integrante del Mignolaverse. I testi sono dello stesso Mike Mignola. Il rilancio dell'autore lo porta a tornare a lavorare per la Marvel per la quale crea il nuovo super team The Union (nel 2020) di cui fa parte anche il super eroe britannico Union Jack, personaggio di cui Grist avrebbe da sempre voluto realizzare delle storie.

## Carriera

### Gli inizi
Paul riesce a far pubblicare e distribuire le sue prime opere nel 1987. A dargli fiducia è la piccola casa editrice britannica Harrier Comics che gli affida la commissione di due storie per la rivista antologica !Gag!. Una viene pubblicata su !Gag! n.2 (del luglio 1987) e la seconda su !Gag! n.6 (dell'agosto 1988). In seguito viene scelto per realizzare i disegni per una storia della rivista antologica Bite n.1, i testi sono di Phil Elliot. La casa editrice è la storica Fantagraphics Books (ancora attiva), punto di riferimento per i comic alternativi e il fumetto d'autore d'oltreoceano e non solo. Successivamente collabora con l'autore scozzese Grant Morrison per il magazine Trident, della omonima casa editrice. I due realizzano una storia in più parti serializzata nei primi 4 numeri (distribuiti negli ultimi mesi del 1989). Nonostante la breve vita editoriale della serie e del suo publisher, sulla rivista si ritrovano a collaborare alcuni degli autori e artisti che vanno a formare la British Wave, movimento fumettistico che contribuisce a cambiare radicalmente i comic statunitensi tra la seconda metà degli anni ottanta e i primi anni novanta. Tra questi vi lavorano Neil Gaiman, Mark Millar, Eddie Campbell e il già citato Grant Morrison. Paul realizza una storia anche per il n.8, per i testi di Andrew Hope. Nello stesso periodo (fine 1989) lavora anche per la Atomeka Press, per la quale collabora al n.2 del magazine A1 (del gennaio 1990). Sullo stesso albo vi sono storie di autori quali Alan Moore e Peter Milligan, anche loro protagonisti dell'ondata di fumettisti inglesi destinati a lasciare un segno indelebile sui comic anglo-americani. Da segnalare la collaborazione con l'autore scozzese Mark Millar (futuro fondatore dell'imprint Millarworld), con il quale crea la storia insiders serializzata in più capitoli sulla rivista Crisis della Fleetway, gli albi interessati sono i nn.54-59, pubblicati tra gennaio e giugno del 1991. Nei primi anni novanta Paul si appoggia alla Tundra Uk per distribuire le sue opere ed è per questa che pubblica il suo primo personaggio ideato per una serie indipendente. Si tratta di Burglar Bill del quale la Tundra pubblica però solo una storia prima di chiudere i battenti.

Detective Kane, primo personaggio di Grist protagonista di una serie regolare. Copertina del volume Kane n.1 - Saluti da New Eden. Edizione italiana di BD Edizioni

 L'autore si rivolge quindi al mercato statunitense che in quel periodo stava macinando risultati record per le vendite. Inoltre molti suoi colleghi e/o collaboratori britannici quali (tra gli altri) Grant Morrison, Mark Millar, Peter Milligan e l'ormai affermato Alan Moore, si erano fatti valere oltreoceano, appoggiati dall'editor DC Karen Berger, co-fondatrice nel 1993 dell'etichetta Vertigo. Sotto questo imprint vengono pubblicate negli anni novanta diverse opere di autori d'oltremanica, dal Sandman di Neil Gaiman al Preacher di Garth Ennis, che contribuiscono a ridefinire gli stilemi narrativi dei comic americani. Paul si propone alla DC con una sua idea ma viene rigettata. Non è chiaro se riguardasse il rifacimento (in chiave revisionista) di un personaggio già esistente oppure fosse un soggetto originale. A questo punto decide di auto prodursi e fonda una piccola casa editrice indipendente quale la Dancing Elephant Press. La serie con cui debutta si intitola Kane e si basa sulla proposta rifiutata dalla DC. L'opera indipendente riesce a ritagliarsi un piccolo spazio tra gli indie-comics e prosegue per 31 albi, dal 1993 al 2001. A metà anni novanta, con il mercato fumettistico sull'orlo del collasso del biennio 1995-1996, nasce la prima vera occasione per l'artista di mettersi in evidenza come disegnatore di un fumetto distribuito da una casa editrice indipendente ma rilevante nel panorama dei comic statunitensi. Si tratta della Dark Horse Comics da sempre attenta e alla ricerca (dal 1987) di nuovi talenti da valorizzare. A Paul Grist vengono affidati i disegni della limited-series Grandel Tales: The Devil in Our Mist, composta da 5 albi e distribuita dal maggio 1994. La storia è legata alla saga di Grendel, personaggio creato da Matt Wagner e divenuto iconico nel fumetto indipendente. In questa miniserie vi è l'introduzione di un nuovo Grendel (il cui alter ego è Jonah). La storia è supervisionata dallo stesso Matt Wagner e i testi sono di Steve Seagle. Ogni albo presenta una back-up story con protagonista Grendel-Prime, realizzata da Matt Wagner.

### Scelta del mercato indipendente
Tra gli anni novanta e i primi anni duemila, Paul riesce a mettersi in discreta evidenza, meritandosi anche il plauso della critica. A differenza di altri autori suoi compatrioti e facenti parte della British Invasion non riesce però ad affermarsi nel mercato mainstream statunitense. Non pubblica opere di spicco per la Vertigo e non gli vengono assegnate serie di rilievo sui supereroi Marvel o DC Comics. In ogni caso prova sottoporre alla Marvel le sue idee per il rilancio del super eroe britannico Union Jack, ma la proposta viene rifiutata, evento già successo alla DC per il personaggio che poi sarebbe diventato Kane.  Paul decide quindi di rivolgere la sua creatività verso il mercato indipendente puntando su personaggi creator-owned, garantendosi in questo modo una maggiore libertà creativa e una possibilità di essere pubblicato. D'altra parte la sua prima opera di rilievo, ovvero il Detective Kane di New Eden è un fumetto in bianco e nero distribuito esclusivamente per il Mercato Diretto, personaggio però rimasto poco conosciuto presso i lettori d'oltre oceano. Volendo portare avanti le idee su Union Jack, ne realizza una sua versione personale il cui costume ricalca palesemente quello della controparte Marvel, ma lo sviluppa in maniera asimmetrica, riprendendo comunque le geometrie e i colori della celebre Bandiera del Regno Unito. Come arma utilizza una singolare e (apparentemente) poco efficace asta, da cui il nome dell'eroe che include il termine Staff. In tutti i fumetti a lui dedicati viene presentato con la tagline: "Britain's Greatest Heroes!", ovvero Il più grande eroe della Gran Bretagna. La serie Jack Staff si presenta come un'opera dove l'autore riesce a dare pieno spazio alla sua creatività e volontà d'innovazione, il suo stile di disegno essenziale ma efficace si mescola a soluzioni narrative e impostazioni della griglia delle tavole che sfidano continuamente l'attenzione del lettore. Il presunto protagonista della serie sembra essere adombrato da una pletora di personaggi apparentemente secondari che sviluppano le loro storie parallelamente alle vicende principali. Il tutto sembra dispersivo ma l'abilità di narratore di Grist emerge nei momenti in cui riesce a inquadrare ogni elemento all'interno di un affresco narrativo che assume dei toni epici difficilmente prevedibili. Ogni albo è imprevedibile sia per quanto riguarda le trame che si vanno a dipanare sia per la struttura delle tavole, le griglie non sono mai rigidamente impostate e nessuna tavola ripete la struttura di quella precedente. A questo si aggiungono espedienti narrativi quali la rottura della quarta parete (utilizzato più volte da Grant Morrison), con personaggi a fumetti che sembrano leggere nella mente del lettore, una narrazione che non obbedisce necessariamente ad una linearità temporale. La capacità di rendere funzionali sperimentazioni visive ed elementi innovativi nella struttura della trama porta Paul Grist ad essere tenuto in grande considerazione da parte della critica britannica (e non solo) e viene considerato uno dei grandi innovatori del fumetto degli anni duemila, al pari di quanto fatto da Chris Ware, dai fratelli Hernandez (Gilbert, Mario e Jamie) e il fumettista norvegese Jason.

"Mudman", il primo supereroe di Paul Grist realizzato per il mercato statunitense e pubblicato dalla Image. Edizione italiana © 2013 Panini S.p.A.

 Del talento dell'autore si accorge anche la Image Comics, il più importante editore indipendente del mercato statunitense, terza forza dell'industria dei comic dopo le Big-Two (Marvel e DC). Dal 2003 viene quindi pubblicata dalla Image e distribuita dalla Diamond Comic Distributors una serie a fumetti (a colori) deducata a Jack Staff e distribuita a livello capillare nel vasto mercato diretto di lingua anglofona. La pubblicazione conta 20 albi ma nel 2009 viene cancellata in seguito alla scarsità delle vendite e al disinteresse dei lettori nei confronti dell'opera di Grist. Tale fallimento, il secondo (per Grist) nell'importante e competitivo mercato a stelle e strisce viene considerato come un limite del fumetto (commerciale) nel saper recepire opere innovative e realmente sperimentali. Probabilmente si tratta anche di un problema di offerta. Con un mercato saturo di super eroi (del duopolio Marvel-DC), un altro personaggio in costume creato per il mercato UK, con venature da fumetto underground, difficilmente trova stabilmente una sua nicchia di appassionati. Nonostante questo Grist crea appositamente per il mercato USA un nuovo super eroe teenager, distribuito dalla stessa Image. Si tratta di Mudman, un ragazzo di nome Owen Craig che oltre ad avere tutti i problemi tipici dell'adolescenza, si ritrova con uno dei superpoteri più bizzarri mai visti: si può trasformare in fango. Come molti dei personaggi e delle storie di Craig ci si trova di fronte ad una narrazione che all'apparenza riprende il genere mainstream dei comic statunitensi ma mette di fronte al lettore situazioni, impostazione delle vignette ed esposizione delle tematiche che fuoriescono dai consueti topoi del genere. Le vendite della serie Mudman non sono soddisfacenti, la pubblicazione termina con il n.6 (distribuito il 6 febbraio 2013). Con quest'opera Grist dimostra per l'ennesima volta di non voler cedere a compromessi di carattere commerciale, e ha infatti sfruttato pienamente (ma senza successo) la libertà creativa concessagli dagli editor della Image. Questo potrebbe essere un limite per il fumettista a cui si aggiunge la volontà di voler aver pieno controllo sul materiale pubblicato a suo nome; per opere quali Kane, Burglar Bill, Jack Staff e Mudman si impone infatti di voler essere l'autore dei plot, dei testi, dei disegni (matite e chine), della colorazione (per gli albi che l'hanno richiesta) e il lettering a cui si aggiungono le copertine. Questo tipo di impegno porta ad una notevole discontinuità di pubblicazione delle serie a fumetti. Grist, oltre ad essere oberato dalla necessità di partorire un albo completo nelle sue componenti, è anche un artista notoriamente lento nella lavorazione delle tavole, non tanto per i disegni (che non presentano particolari dettagli) ma quanto per la volontà di presentare qualcosa di nuovo e sorprendente per il lettore ogniqualvolta si giri la pagina di un suo fumetto. Jack Staff e Mudman, nonostante la pubblicazione Image Comics, risentono particolarmente della irregolarità di pubblicazione, elemento che allontana facilmente il lettore del mercato anglofono, già sommerso ogni settimana da una miriade di proposte e novità.  Mudman, per esempio, nel momento in cui avrebbe dovuto cercare di radicarsi stabilmente in una base di lettori ha un improvviso rallentamento nella pubblicazione che porta alla distribuzione di soli 4 albi nell'arco di un anno (4 numeri in tutto il 2012). Questo nonostante gli venga affiancato il colourist Bill Crabtree su Mudman. Ancora più lenta e problematica è stata la distribuzione della serie Image per Jack Staff di cui sono usciti solo 3 albi nel 2004 (i nn.5-7) e un solo albo nel 2006 (il n.10), dove tra l'altro la copertina e parte della storia è dedicata ad un nuovo personaggio quale Claw. Diventa quindi difficile fidelizzare i lettori, considerando anche lo sviluppo a più trame e narrazione (talvolta) non lineare delle storie di Grist. Bisogna sottolineare che con la serie dedicata al super eroe teenager Mudman, l'autore cerca di avvicinarsi ad uno stile narrativo decompresso e lineare tipico del Marvel-style. Le vicissitudini di Owen Craig, le difficoltà nel gestire super poteri e problemi adolescenzili, sono narrate ed esposte in maniera molto simile a quanto visto nei primi numeri dell'Ultimate Spider-Man di Brian Michael Bendis e Mark Bagley. Vi è inoltre l'evidente tentativo del fumettista britannico di voler concentrarsi sul protagonista evitando tramite e personaggi che avvolgono la storia all'interno di spirali narrative. Elementi che riprendono sue opere precedenti sono presenti ma non invasivi. Per esempio nella prima pagina del primo albo vi è un monologo delirante di un'entità malvagia che si rivolge direttamente al lettore; lo avverte che il solo fatto di intraprendere la lettura di quella serie porterà alla distruzione del suo mondo e chiude lo sproloquio con un monito (apparentemente) insensato :«E finì tutto nel fango». Nonostante i buoni propositi e l'appoggio della Image, Mudman si rivela un delusione nelle vendite. La pubblicazione viene chiusa e il personaggio cade da allora nel limbo editoriale. I primi anni del duemiladieci sembrano quindi porre fine alle sue aspirazioni ad imporsi nel mercato d'oltreoceano e internazionale e, difatti, i suoi lavori si diradano notevolmente.
Tra il 2015 e il 2016 lo si è visto impegnato sulla storica serie antologica britannica Judge Dredd Magazine. A partire dal n.361 (distribuito il 17 luglio 2015) è autore dei testi e dei disegni di uno story-arc in 8 parti (serializzato fino al n.370) che presenta uno nuovo personaggio: Demon Nic. Qui ha modo di evidenziare la sua capacità di modellare storie che spazio più generi, in questo caso è presente il noir, il fantasy e l'horror. Demon Nic è un demone che viene accusato di aver ucciso un prete ma non è colpevole ed è stato invastrato. Probabilmente questo è dovuto alla sua particolare anomalia in quanto, pur essendo una progenie infernale, possiede un'anima e vorrebbe rompere un trattato antico tra Inferno e Paradiso. Nella storia sono presenti le caratteristiche peculiari dell'autore che riesce con efficacia a sorprendere il lettore con un'impostazione delle tavole mai simili l'una all'altra ma capaci di far fluire la narrazione che diventa particolarmente d'effetto durante le scene d'azione. Nel 2017 torna alla ribalta del mercato fumettistico statunitense con una miniserie spin-off di Hellboy per la Dark Horse Comics.

### Il ritorno sul fumetto statunitense
Alla fine degli anni duemila e venti Paul Grist riceve un importante incarico da parte della Dark Horse Comics, gli viene proposto di realizzare una limited-series ambientata nel Mignolaverse, incentrato sull'iconico personaggio di Hellboy, uno dei più importanti franchise della casa editrice di Milwaukie. Tra l'altro la storia si svolge nel 1944 e si tratta di un prequel ambientata prima e contemporaneamente alla limited-series che narra la nascita di Hellboy, arrivato sulla Terra attraverso un rito occulto nazista. Tra i testimoni dell'evento vi è l'individuo chiamato The Visitor, arrivato col compito di eliminare la possibile minaccia demoniaca ma si trattiene dall'agire. Paul Grist ha il compito di disegnare la miniserie The Visitor: How and why he stayed (pubblicata nel 2017) che serve a spiegare la presenza e le motivazioni di questo misterioso personaggio. I testi sono di Mike Mignola e Chris Roberson.

Copertina del volume "King in Black Presenta: Union - Il Progetto Britannia". L'esordio del nuovo team britannico di Paul Grist e Andrea Di Vito. Disegno di R.B.Silva e David Curiel. Edizione italiana © 2021 Panini S.p.A.

Grazie alla miniserie pubblicata dalla Dark Horse, il nome di Paul Grist ritorna sotto l'attenzione delle major del fumetto (Marvel e DC). La Marvel Comics lo ingaggia come scrittore e creatore di un nuovo team di super eroi britannici che esordiscono direttamente su una limited-series a loro dedicata. Grist crea un team guidato dal super eroe Union Jack, da molti considerato come il personaggio che ha ispirato Jack Staff. A lui affianca quattro nuovi super eroi concepiti insieme al disegnatore Andrea Di Vito, ognuno proviene da un differente paese del Regno Unito, il line-up è: Britannia (dall'Inghilterra), Choir (dal Galles), Kelpie (dalla Scozia) e Snakes (dall'Irlanda del Nord). Il gruppo ha il suo battesimo del fuoco nella miniserie: The Union (poi raccolta in volume con il sottotilo The Britannia Project), scritta da Grist e disegnata da Andrea Di Vito. In occasione dell'uscita del primo albo l'artista inglese realizza una delle 5 copertine alternative. Il soggetto include i quattro nuovi personaggi che si presentano rivolgendosi al lettore e rompendo il muro della quarta parete, tecnica già usata diverse volte da Smith nelle sue opere. Non manca la consueta ironia quando inserisce nella cover la tagline: «La Gran Bretagna ha nuovi eroi! E se pensate che siano uno strambo gruppo, aspettate di vedere quelli che non hanno superato l'ammassione.» La storia è ambientata durante l'evento King in Black ma è leggibile a sé stante. L'autore inglese ha quindi modo di realizzare una storia di un team di super eroi britannici all'interno dell'Universo Marvel, un progetto sul quale immaginava di poter lavorare sin dagli anni novanta e le cui idee si erano in parte già riversate sul suo fumetto indipendente più celebre ovvero Jack Staff.

## Opere
Dancing Elephant Press
- Kane nn.1-31, (testi, disegni, copertina), serie regolare (conclusa), aprile 1993 - giugno 2001.
- Burglar Bill -Summer Fun Special, albo unico, (testi, disegni e copertina), giugno 1996
- Not Really Kane 24, albo unico realizzato per una convention, (testi, disegni e copertina), aprile 1999.
- Jack Staff nn.1-12, (testi e disegni), serie regolare (conclusa), aprile 2000 - dicembre 2003. Raccolta in volume dalla Image Comics con il titolo: Jack Staff: Everything used to be Black and White. Data di distribuzione: dicembre 2003 (prima edizione), febbraio 2011 (prima ristampa).
- Burglar Bill nn.1-3, (testi, disegni e copertina), miniserie (sospesa), maggio-novembre 2003.

Dark Horse Comics
- Grendel Tales: The Devil in Our Midst nn.1-5, Matt Wagner e Steven T.Seagale (testi) - Paul Grist (disegni), M.Wagner (copertina e disegni per back-up story), miniserie (conclusa), maggio-settembre 1994.
- Michael Chabon Presents: The Amazing Adventures of the Escapist n.5, AA.VV. (testi e disegni), albo antologico di cui Paul Grist scrive e disegna la short-story Physician of Illusion-Doc Hypnosis, 23 febbraio 2005.
- Hellboy Winter Special 2017, Mike Mignola - Chris Roberson - Scott Allie (testi) e Paul Grist - Christopher Mitten - Sebastian Fiumara (disegni), albo antologico di cui Paul Grist illustra una storia ambientata negli anni cinquanta, 25 gennaio 2017.
- The Visitor: How and Why He Stayed nn.1-5, Paul Grist (disegni e copertina) - Mike Mignola e Chris Roberson (testi), miniserie (conclusa), 22 febbraio 2017 - 5 luglio 2017[3].
- Hellboy vs. Lobster Johnson in: The Ring of Death One-Shot, Mike Mignola - Chris Roberson (testi) e Mike Norton - Paul Grist (disegni), albo unico, 29 maggio 2019.
- Noir: A Collection of Crime Comics hc, Paul Grist - Jeff Lemire - Brian Azzarello, Ed Brubaker - Gabriel Bá - Fabio Moon & AA.VV. (testi e disegni), raccolta antologica cartonata di 104 pagine in bianco e nero[15]. Paul Grist realizza testi e disegni per una delle 13 storie che la compongono[15]. Data di distribuzione: 22 luglio 2020[15].

DC Comics
- Adventures of Superman Annual n.9, albo antologico di cui Paul Grist (testi) e Enrique Villagran (disegni) realizzano la storia The Journey of the Horseman. Il n.9 l'ultimo numero di questa serie di albi annuali iniziata nel 1987. Data di pubblicazione: gennaio 1997.
- Gotham Nights n.2, Paul Grist (testi) e Darwyn Cooke (disegni) realizzano una back-up story in bianco e nero di 8 pagine, la main story è di David Grayson e Roger Robinson, serie regolare (conclusa con il n.74). Data di distribuzione: gennaio 2002.

IDW Publishing
- Doctor Who: The Time Machination n.1, Tony Lee (testi) - Paul Grist (disegni), albo unico, maggio 2009.
- Doctor Who (Vol.1) nn.1-16, Paul Grist (disegnatore delle copertine) - Tony Lee (testi) - AA.VV. (disegni), serie regolare (conclusa con il n.16), protagonista: il Decimo Dottore, luglio 2009 - ottobre 2010.
- Doctor Who (Vol.2) n.12, Tony Lee (testi) - Paul Grist (disegni), serie regolare, protagonista: l'Undicesimo Dottore, dicembre 2011.

Image Comics
- Jack Staff nn.1-20, Paul Grist (testi e disegni), serie regolare (conclusa), febbraio 2003 - maggio 2009.
- The Weird World of Jack Staff King-Size Special n.1, Paul Grist (testi, disegni e copertina), albo unico, contiene storie pubblicate originariamente in UK sul magazine Comics International, 2007.
- Jack Staff Special n.1, Paul Grist (testi, disegni e copertina), albo unico, gennaio 2008.
- The Next Issue Project n.2 : Silver Streak #24, Erik Larsen - Paul Grist - Michael T.Gilbert - Steve Horton - Alan Weiss (testi e disegni), serie antologica con personaggi della Golden Age quali: Daredevil, Captain Battle, Silver Streak, The Claw, 16 dicembre 2009.
- The Weird World of Jack Staff nn.1-6, Paul Grist (testi, disegni e copertine) - Ian Churchill (artista di copertina del n.2), serie regolare (conclusa), febbraio 2010 - aprile 2011.
- Mud Man nn.1-6, Paul Grist (testi, disegni e copertine), miniserie (conclusa), novembre 2011 - febbraio 2013.

Marvel Comics
- Daily Bugle nn.1-3, Paul Grist (testi) - Karl Kerschl (matite), miniserie (conclusa), dicembre 1996 - febbraio 1997.
- The Union nn.1-5, Paul Grist (testi) - Andrea Di Vito (disegni), miniserie (tie-in all'universe wide crossover Empyre, conclusa), 2 dicembre 2020 - 5 maggio 2021[4]. Edizione italiana nella "Collana Panini Direct - King in Black Presenta: The Union - Il Progetto Britannia", Panini Comics, Modena, 2021.
- Heroes Reborn: American Knights n.1, Paul Grist (testi) - Chris Allen (matite) - Mark Deering e Chris Allen (chine) - Chris Sprouse (copertina), albo unico, agosto 2021.

Rebellion
Demon Nic, in Judge Dredd Magazine nn.361-370, Paul Grist & AA.VV. (testi e disegni), serie antologica, 2015-2016.
Trident Comics
- Trident nn.1-4, serie antologica di cui Paul Grist realizza i disegni della storia in 4 parti St.Swithin's Day su testi di Grant Morrison, serie regolare bimestrale (conclusa con il n.8), agosto 1989 - febbraio 1990.
- Torchwood n.2, Steve Yeowell (testi) - Paul Grist (disegni e artista di copertina), miniserie di 6 albi (conclusa), settembre 2010.

## Vita privata e professionale
Risiede nel Regno Unito. Dopo una intensa attività di fumettista tra gli anni novanta e il primo decennio degli anni duemila, Paul è arrivato a diradare notevolmente il suo impegno professionale come autore di fumetti indipendenti.

## Premi e riconoscimenti
- 1995: nominato al Will Eisner Comic Industry Awards come Talent Deserving of Wider Recognition (ovvero talento meritevole di più ampia considerazione nel campo fumettistico) per le opere Kane (pubblicata dalla Dancing Elephant Press) e Grendel Tales (pubblicata dalla Dark Horse Comics)[16].
- 1997: nominato al Will Eisner Comic Industry Awards come miglior autore completo (scrittore/disegnatore) per il suo lavoro sulla serie Kane, pubblicata dalla Dancing Elephant Press[16].
- 1998: nominato al Will Eisner Comic Industry Awards come Talent Deserving of Wider Recognition per la serie Kane, pubblicata dalla Dancing Elephant Press[16].
- 2013: nominato al Will Eisner Comic Industry Awards come best letterer (o miglior letterista) per la serie regolare Mudman, pubblicata dalla Image Comics e di cui è anche scrittore/creatore/disegnatore[16].